# Station Arctique
La station Arctique ou en danois Arktisk Station est une installation de recherche environnementale ouverte toute l'année située dans le sud-ouest du Groenland.

## Géographie
Située à environ 300 mètres au nord-est de Qeqertarsuaq, elle fait face à la baie de Disko et au détroit de Davis sur la côte sud de l'île Disko. La vallée de Blæsedalen est au nord. Le bâtiment principal et le laboratoire se trouvent au sein d'une réserve naturelle. 

## Histoire
Elle a été fondée en 1906 par le botaniste Morten Pedersen Porsild et appartient depuis 1953 à la Faculté des sciences de l'Université de Copenhague.
L'installation a été rénovée et agrandie de 2019 à 2022 par Dissing+Weitling. La modernisation comprend de nouveaux laboratoires, des installations de stockage et des couchages supplémentaires pour 39 personnes au total.